# Шампи
Шампи (фр. Champis) насеље је и општина у источној Француској у региону Рона-Алпи, у департману Ардеш која припада префектури Турнон сир Рон.
По подацима из 2011. године у општини је живело 590 становника, а густина насељености је износила 36,11 становника/km². Општина се простире на површини од 16,34 km². Налази се на средњој надморској висини од 550 метара (максималној 652 m, а минималној 346 m).

## Демографија
| 1962. | 1968. | 1975. | 1982. | 1990. | 1999. | 2011. |
| ----- | ----- | ----- | ----- | ----- | ----- | ----- |
| 425   | 488   | 420   | 332   | 407   | 442   | 590   |

График промене броја становника у току последњих година